# Andersonvillefängelset

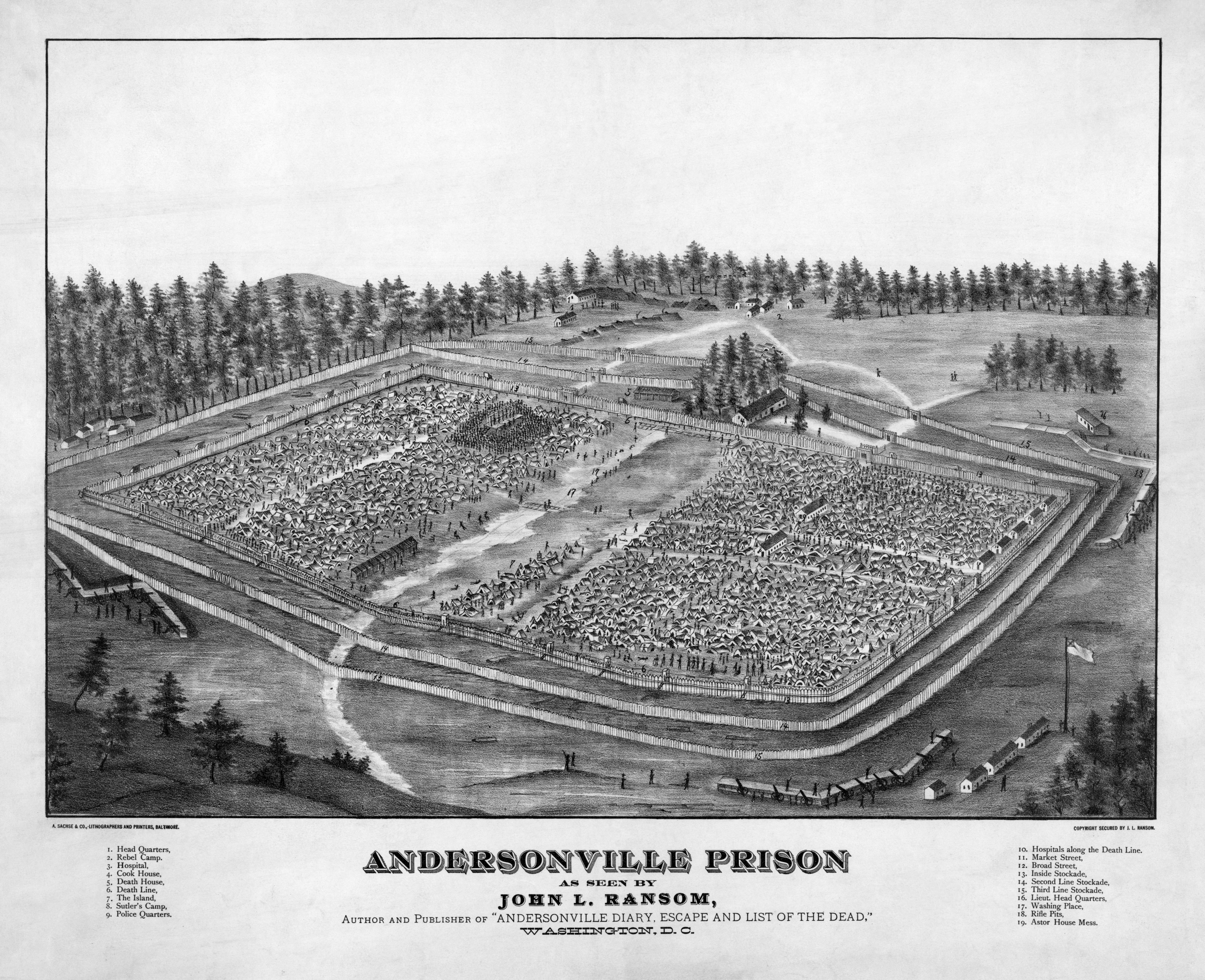
Andersonvillefängelset

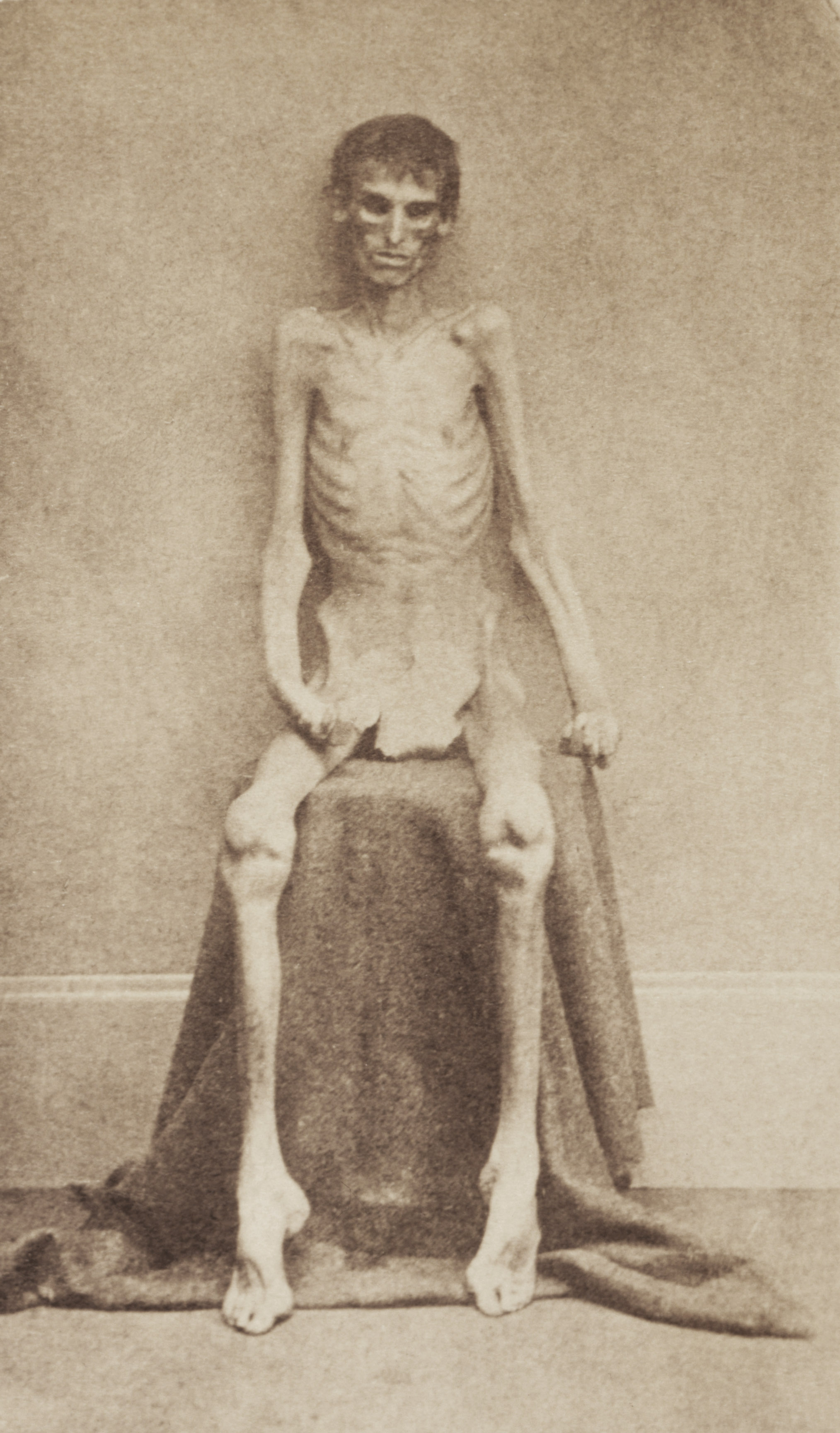
Överlevande fånge

Andersonvillefängelset, även känt som Andersonville National Historic Site eller Camp Sumter, var ett fångläger för krigsfångar, tagna av Konfederationen under det Amerikanska inbördeskriget. Lägret var inte det enda i sitt slag under kriget men har blivit det för eftervärlden mest kända. Under kriget förvarades uppskattningsvis 45 000 krigsfångar i lägret, varav 12 913 tros ha avlidit på grund av svält, sjukdom eller våld från medfångar och fångvakter.

## Historia
Fängelset öppnade i februari 1864 i närheten av Andersonville, Georgia. Fängelset var 67 000 m² stort, men utökades i juni 1864 till 107 000 m². Fängelset omgavs av en knappt 5 meter hög yttermur, och en lägre innermur. Mellan de två murarna fanns ett knappt 6 meter brett ingenmansland. Fångar som beträdde det området avrättades omedelbart. Under sommaren 1864 led lägret brist på förnödenheter på grund av underleveranser, vilket resulterade i att en tredjedel av lägrets fångar dog av svält och sjukdomarna som följde med undernäringen. Den stora misären ledde till grundandet av "the Andersonville Raiders", en grupp fångar som plundrade och mördade sina medfångar. Som en motreaktion uppstod en grupp som gick under namnet "Regulators", vilka lyckades fånga och döma flera av "Andersonville Raiders" medlemmar till gatlopp, stupstock och i sex fall döden.
I maj krigsåret 1865 befriades fängelset av unionssoldater och Andersonvilles befälhavare Henry Wirz dömdes till döden av en krigstribunal för mord och konspiration. 

### Minnesplatser
- National Prisoner of War Museum öppnades år 1998 som ett minnesmärke och är ett krigsfångemuseum.
- Andersonville National Cemetery är en kyrkogård för de fångar som dog i lägret.
- Historic Prison Site är en rekonstruktion av fängelset som kan besökas.